# Bo Hopkins
William Hopkins (Greenville, Carolina del Sur, 2 de febrero de 1938-Los Ángeles, 28 de mayo de 2022), conocido como Bo Hopkins, fue un actor de teatro, cine y televisión estadounidense.

## Carrera
Bo Hopkins apareció en más de cien papeles de cine y televisión en una carrera de más de cuarenta años, incluidas películas como The Wild Bunch (1969), The Bridge at Remagen (1969), La huida (1972), American Graffiti (1973), The Killer Elite (1975), Posse (1975), A Small Town in Texas (1976), Midnight Express (1978) y More American Graffiti (1979). Su última película fue en 2020, Hillbilly, una elegía rural, donde fue dirigido por Ron Howard, su coprotagonista en American Graffiti.
También protagonizó o coprotagonizó varias películas hechas para televisión de mediados de la década de 1970, incluyendo Judgment: The Court Martial of Lieutenant William Calley (1975), The Runaway Barge (1975), La masacre de Kansas City (1975), The Invasion of Johnson County (1976), Amanecer: Retrato de un adolescente fugitivo (1976), Woman on the Run (1977), Thaddeus Rose and Eddie (1978), Crisis in Sun Valley (1978) y The Busters (1978).
Cuando Gretchen Corbett dejó la serie de televisión The Rockford Files en 1978, reemplazó a su personaje como el abogado de Rockford, John Cooper, aunque finalmente solo apareció en tres episodios. En 1981 apareció en la primera temporada de la serie Dinastía interpretando a Matthew Blaisdel. Sus muchas otras apariciones en televisión incluyen personajes episódicos en las series Gunsmoke, Bonanza, El virginiano, Nichols, The Rat Patrol, The Mod Squad, Hawaii Five-O, Friends and Lovers, Los ángeles de Charlie, La isla de la fantasía, The A-Team, El espantapájaros y la señora King, Profesión Peligro, Crazy Like a Fox, Murder, She Wrote y Doc Elliot.
Hopkins murió el 28 de mayo de 2022 en un hospital de Van Nuys, Los Ángeles, tras sufrir un infarto diecinueve días antes. Tenía 84 años.